# 서울 안양암 아미타괘불도
서울 안양암 아미타괘불도(서울 安養庵 阿彌陀掛佛圖)는 서울특별시 종로구 창신동 안양암에 있는 일제강점기의 아미타괘불도이다. 2004년 9월 30일 서울특별시의 유형문화재 제189호로 지정되었다.

## 개요
괘불(掛佛)이란 옥외에서 법회를 할 때 밖에 내어 걸고 의식을 행하는 걸개 그림 형태의 불화를 말한다.
안양암 아미타괘불은 대웅전 신중도를 그린 당대 최고의 화사 고산당(古山堂) 축연(竺演)이 1919년 제작한 작품으로 세로 6.90m×가로 3.24m의 거대한 화면 중앙에 오른손을 내리고 왼손을 가슴 부근에 댄 아미타불을 크게 배치하고 그 양 옆으로는 흰 옷을 입은 관음보살과 연꽃 가지를 들고 자비로운 표정을 한 대세지보살, 그리고 아난과 가섭을 좌우 대칭적으로 작게 묘사한 다음 그림 아래쪽으로는 코끼리 타는 보현동자와 사자를 탄 문수동자를 표현했다. 중앙의 아미타불은 넓은 어깨에 당당한 체구를 하고 있다. 이 작품은 아미타삼존 중 아미타불을 상대적으로 크게 강조하여 그린 것이 특징인데, 이러한 도상 역시 서울․경기 지역에서만 유행 했다. 보문사 괘불과 함께 지역적 특징을 알 수 있게 하는 작품이다.
또한 축연(竺演) 스님의 다른 작품에서처럼 이 그림에서도 음영법이 잘 나타나 있는데 가섭과 아난의 얼굴, 불보살의 옷 선 등에서 잘 드러난다.
아미타불의 발 좌우에는 패(牌) 모양으로 구획을 지어 화기를 적어 놓았다. 화기에 의해 이 그림이 1919년 고산당(古山堂) 축연(竺演)에 의해 그려져 안양암에 봉안되었던 사실을 알 수 있다. 도상적인 측면에서 새로운 시도를 보여주고 있고 적극적으로 음영법을 수용하는 등 고산당(古山堂) 축연(竺演)의 화풍이 잘 나타나 있는 작품 중 하나이다.

## 참고 자료
- 서울 안양암 아미타괘불도 - 국가유산청 국가유산포털